# الدريبي
الدريبي : هي منطقة سكنية تقع في العاصمة طرابلس وتتوسط غوط الشعال وبوابة الجبس والحي الصناعي والتبغ؛ تحتوي على أكثر من حي سكني مثل الشعبية والحي الإسلامي والفيلات (فيلات الدريبي) وقرية البوعيشي وقرية جامع البشتي والملاكي وغيرها. من أهم أحيائها وأرقاها هو الفيلات وذلك لما يتمتع به من بنية تحتية جيدة.
هذه المدينة تحتوي على سوقين هما سوق الأربع شوارع الواقع في حي الملاكي وأيضا سوق البقوليات بالإضافة إلى العديد من الورش لتصليح السيارات الواقعة بالشارع الكبي؛ وقد شاركت في المظاهرت ضد نظام القذافي من يوم 17 إلى يوم 20 فبراير. وأيضا في منتصف شهر رمضان احتجاجا على تكرار انقطاع الكهرباء ثم تحولت إلى مظاهرات ضد النظام السائد آنذاك؛ وقد خرجت في مظاهرات من يوم 16 رمضان إلى يوم تحرير طرابلس في 20 من رمضان الموافق 20 أغسطس وكان يوجد في الدريبي مخزن كبير من الأسلحة وتم تحرير الدريبي من سكانها وقد تم التحرير يوم 19 رمضان بالتحديد بعد صلاة المغرب.